# Cebolais de Cima
Cebolais de Cima is een plaats in de Portugese gemeente Castelo Branco en telt 1026 inwoners (2011). Het was een afzonderlijke freguesia tot het op 29 september 2013 administratief werd samengevoegd met Retaxo tot de nieuwe freguesia União das Freguesias de Cebolais de Cima e Retaxo. Cebolais de Cima is de zetel van de nieuwe freguesia.

## Trivia
Letterlijk vertaald betekent de plaatsnaam "Hoge uienvelden". In de jaren '80 van de vorige eeuw richtten enkele inwoners van de plaats een rockband op met de naam "Onion Fields From Above", de letterlijke vertaling in het Engels van de plaatsnaam.